# Hydraotes Chaos
Hydraotes Chaos és una estructura geològica del tipus chaos a la superfície de Mart, situada amb el sistema de coordenades planetocèntriques a 3.27 ° de latitud N i 328.02 ° de longitud E. Fa 419.04 km de diàmetre. El nom va ser fet oficial per la UAI l'any 1976 i el pren d'una característica d'albedo.